# Jenin (Palestina)
Jenin (Arabisch: جنين , Dschanin) is een Palestijnse stad op de Westelijke Jordaanoever met ca. 39.000 inwoners (Census 2007). Het ligt ten noorden van Nablus. 
Bij de stad ligt tevens een Palestijns vluchtelingenkamp (Engels: Jenin Camp) met 10.371 bewoners (Census 2007), waarvan de helft van de vluchtelingen minderjarig is.
Jenin is een oude stad, daterend van ongeveer de 15de eeuw voor Christus (toen bekend onder de naam "Khirbet Balamah"). Het is een agrarisch centrum, goed voor 30% van het Palestijnse nationale inkomen, en een belangrijk marktcentrum voor het noorden van de Westelijke Jordaanoever. Door de centrale ligging nabij de Israëlische, Jordaanse, Libanese en Syrische grenzen is het tevens een regionaal centrum. In de stad is een campus van de Arabisch-Amerikaanse Universiteit gevestigd.
Tijdens de Arabisch-Israëlische Oorlog van 1948 wisten Israëlische eenheden tijdens Operatie Jitschak op 3 juni korte tijd het centrum te bezetten van deze stad die volgens Resolutie 181 Algemene Vergadering Verenigde Naties tot de Arabische staat Palestina zou moeten gaan behoren. Vanwege heftige tegenstand van een Iraakse legereenheid konden zij hun positie niet handhaven en moesten zij zich naar het noorden terugtrekken.
Op 13 november 1995 werd het bestuur van Jenin, als eerste Palestijnse stad door Israël overgedragen aan de Palestijnse Autoriteit in het kader van de Oslo-akkoorden.
In 1998 was Jenin de plaats van een gezamenlijk Nederlands-Palestijns archeologisch onderzoek naar de vroege bronstijd waar onder meer de Universiteit Leiden aan deelnam.

## Operatie Beschermingsschild
In april 2002 was Jenin, en dan voornamelijk het nabijgelegen vluchtelingenkamp, het toneel van een grootschalige inval van het Israëlische leger (IDF) die op hevige tegenstand stuitten, en wat veel belangstelling kreeg in de internationale media.
Ook in Nablus en andere Palestijnse steden viel het IDF binnen als onderdeel van de militaire operatie Beschermingsschild om opstandelingen te bestrijden. Deze operatie kreeg veel aandacht in de internationale media. De inval was onder meer een antwoord op de zelfmoordaanslag van Hamas tijdens sederavond in het Park Hotel in Netanja, waarbij 28 gasten gedood en 140 verwond werden.
Op 3 april omsingelden zo'n 1000 Israëlische infanterietroepen met tanks en helikopters Jenin en haar vluchtelingenkamp (Engels: Jenin Camp) in het kader van operatie Beschermingsschild, die naast Jenin ook andere grote Palestijnse steden op de Westelijke Jordaanoever omvatte. Het gebied werd een 'gesloten militaire zone' verklaard, waardoor het voor journalisten en hulpverleners niet mogelijk was om het te betreden. Op 9 april werden 13 Israëlische soldaten (onder hen commandant Odeb Colomb) gedood in een hinderlaag in het vluchtelingenkamp.

### Verenigde Naties
Volgens een VN-resolutie, zou een "fact-finding"-missie van de Verenigde Naties het onderzoeken, maar uiteindelijk kreeg deze van Israël geen toestemming Jenin te bezoeken. Er kwamen volgens de Verenigde Naties 27 militanten om en 22 burgers en 3 personen van wie men niet wist tot welk van deze twee categorieën deze behoorden.
Wel gingen de gevechten, volgens het rapport van Human Rights Watch, gepaard met overtredingen van de Conventies van Genève van beide strijdende partijen. Zo vernielde het Israëlische leger de huizen van circa 4000 burgers en kwamen ook onschuldige burgers om in de gevechten. Ambulances van de Rode Halve Maan en ander medisch personeel werd de toegang geweigerd.
In het rapport van de VN over deze militaire operatie stond vermeld dat het IDF zich bezighield met onwettig doden, gebruik van menselijke schilden, disproportioneel gebruik van geweld, willekeurige arrestaties en martelingen, en weigering van medische zorg en toegang ertoe. Palestijnse bewapende groepen werd aangerekend dat ze in huizen van burgers explosieven hadden verspreid. In het vluchtelingenkamp werden minstens 52 Palestijnen gedood, van wie de helft burgers en 23 Israëlische soldaten.

## Inval 2023
In de nacht van 2 op 3 juli 2023 viel het IDF Jenin aan met luchtaanvallen en trok het leger binnen waarbij duizenden Palestijnen op de vlucht sloegen. Doel was de militante groeperingen zoals Lion's Den, Jenin Brigade en Hamas op te sporen en wapentuig te vernietigen. Hierbij trof het IDF laboratoria met gebruiksklare explosieven aan. De inval volgde nadat er in 2022 meer dan vijftig aanslagen vanuit Jenin werden uitgevoerd op Israëliërs. Als reactie voerde een Palestijn in Tel Aviv een aanslag uit op voetgangers.

## Kunstproject
In de nadagen van april 2002 kwam een Duitse kunstenaar langs voor een kunstworkshop. Er werd een paard van 5 meter hoog gemaakt van metalen brokstukken en puin van bombardementen. Het paard, een Arabisch symbool van vrijheid, en in dit geval ook van vredig verzet en veerkracht, werd door de stad gereden. In november 2023 werd het door een Israëlische bulldozer verwijderd. De acteur Alaa Shehada bouwde er met het collectief Troupe Courage een voorstelling omheen The horse of Jenin, waarin hij zich afvroeg: wat is er met het paard gebeurd? Is het gearresteerd? Ging hij naar de rechtbank? Kon hij zichzelf verdedigen? Hebben ze hem in de gevangenis gezet?